# Consolatio Philosophiae

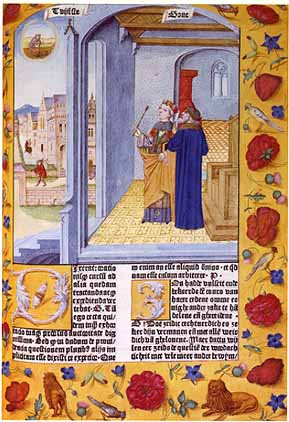
Consolatio Philosophiae (Gandawa, 1485)

Consolatio Philosophiae lub De consolatione philosophiae (tłumaczone jako O pocieszeniu, jakie daje filozofia lub O pociechach filozofii) – dzieło filozoficzne autorstwa rzymskiego filozofa i teologa Boethiusa (Boecjusza) napisane w języku łacińskim około roku 524 po Chrystusie. 
Jest to dialog napisany w formie prosimetrium i poświęcony poszukiwaniu sensu ludzkiej egzystencji. Dzieło to jest ocenione jako najważniejsza i najbardziej wpływowa praca z Zachodu na średniowieczne i wczesnorenesansowe chrześcijaństwo, a także ostatnie wielkie dzieło klasycznej starożytności na Zachodzie. Charakteryzowane jako stoickie.
Boethius napisał Consolatio Philosophiae w czasie pobytu w więzieniu zakończonym jego egzekucją.

## Tłumaczenia na język polski
- Anicius Manlius Severinus Boethius, Skuteczny na wszelkie przygody nieszczesliwe sposob, wszystkim w utrapieniu zostaia̧cym podany, to iest pociecha filozofiey, Johann Christian Laurer; Jan Alan Bardziński. W Thoruniu nak·ladem [!] Jana Christiana Laurera..., 1694.
- Konsolacya Philozophyi Boecyusza, tłumaczył Karol Wielopolski. W Drukarni Jego Krolewskiey Mośći, y Rzeczypospolitey Collegium Scholarum Piarum, Warszawa, 1738.
- Boecjusz, O pociechach filozofii, tłumaczył ks. T. Jachimowski, tom I i II, Poznań, 1926.
- Boecjusz, O pocieszeniu, jakie daje filozofia, przełożył Witold Olszewski, przypisami opatrzył Leon Joachimowicz, wstęp Jan Legowicz, PWN, Biblioteka Klasyków Filozofii, Warszawa 1962.
- Boecjusz, O pocieszeniu, jakie daje filozofia, tłum. Gabriela Kurylewicz, Mikołaj Antczak, Wyd. Marek Derewiecki, Kęty 2006.